# Tina Modotti
Tina Modotti, eigentlich Assunta Adelaide Luigia Modotti Mondini, (geboren 16. August 1896 in Udine, Italien; gestorben 6. Januar 1942 in Mexiko-Stadt) war Schauspielerin, Fotografin und Revolutionärin.

## Leben

### Kindheit und Jugend in Italien und Österreich
Tina Modotti war das zweite von sechs Kindern von Giuseppe Modotti, einem Arbeiter, der sich als Mechaniker und Zimmermann durchs Leben schlug, und der Näherin Assunta Mondini. Als sie zwei Jahre war, zog die in ärmlichen Verhältnissen lebende Familie auf der Suche nach Arbeit nach Klagenfurt. Ob Tina Modotti bereits in Kärnten, in Ferlach, die Schule besuchte oder erst nach ihrer Rückkehr nach Udine 1905, ist umstritten. Ihr gebräuchlicher Rufname Tina ist eine Verkürzung der Koseform Assuntina ihres ersten Vornamens.
Kurz nachdem die Familie nach Udine zurückgekehrt war, brach ihr Vater, der sich in der Arbeiterbewegung engagierte, zu seinem nach Pennsylvania in die USA ausgewanderten Bruder auf. Obwohl Tina Modotti eine gute Schülerin war, musste sie im Alter von zwölf Jahren auf den Besuch einer höheren Schule verzichten und als Näherin arbeiten gehen, um mit zum Unterhalt der Familie beizutragen. Zugleich half sie ihrem Onkel Pietro Modotti in seinem Fotostudio, der ihr die Grundlagen der Fotografie beibrachte. 1911 reiste ihre ältere Schwester Mercedes zu ihrem Vater, der sich mittlerweile in San Francisco aufhielt. Zwei Jahre danach brach auch Tina Modotti auf und schiffte sich im Juni 1913 in Genua – noch keine 17 Jahre alt – in Richtung USA ein.

### Übersiedlung in die Vereinigten Staaten
Nachdem Tina Modotti 1913 ihrem Vater und ihrer älteren Schwester in die USA nachgereist war, die inzwischen in San Francisco lebten, arbeitete sie dort zunächst als Näherin, fertigte Batiken an und hatte kleine Auftritte auf Bühnen in San Franciscos „Little Italy“.
Im Jahr 1915 lernte sie den kanadischen Maler und Dichter Roubaix del' Abrie Richey (Robo) kennen, den sie 1917 heiratete. Ab 1918 lebte das Paar in Los Angeles, wo Modotti ab 1920 in drei Filmen spielte. Seit etwa 1921 war sie das Lieblingsmodell des renommierten Fotografen Edward Weston und wurde im Oktober 1921 zu seiner Geliebten. Roubaix del' Abrie ging 1921 nach Mexiko. Tina reiste ihm nach, da er ihr ein Land von magischer Schönheit beschrieb. Er starb jedoch zwei Tage vor ihrer Ankunft, am 9. Februar 1922, an den Pocken.
Während ihres Aufenthalts in Mexiko ließ sich Tina vom „lichterfüllten“ Land, seinen Künstlern und der allgemeinen Aufbruchstimmung faszinieren. Als bald darauf in San Francisco ihr Vater starb, kehrte sie für kurze Zeit dorthin zurück und publizierte 1923 Texte und Gedichte ihres Mannes in The Book of Robo.

### Die Zeit in Mexiko

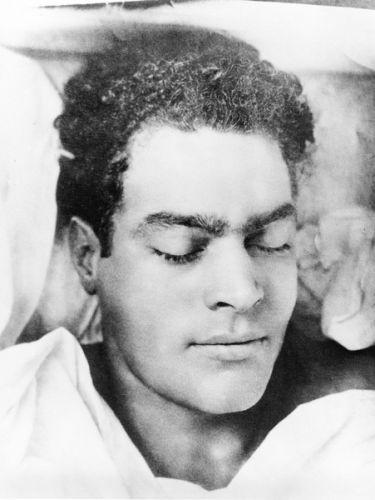
Julio Antonio Mella auf seinem Sterbebett, 1929

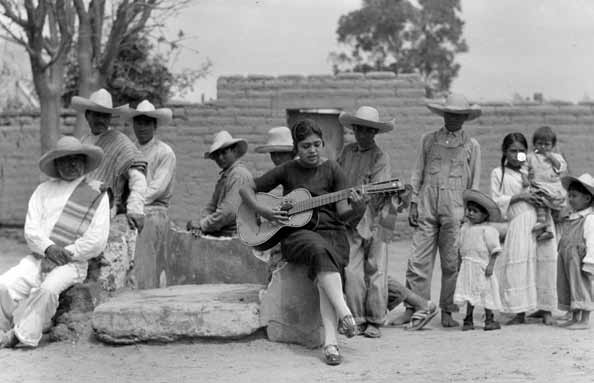
Concha Michel, 1923

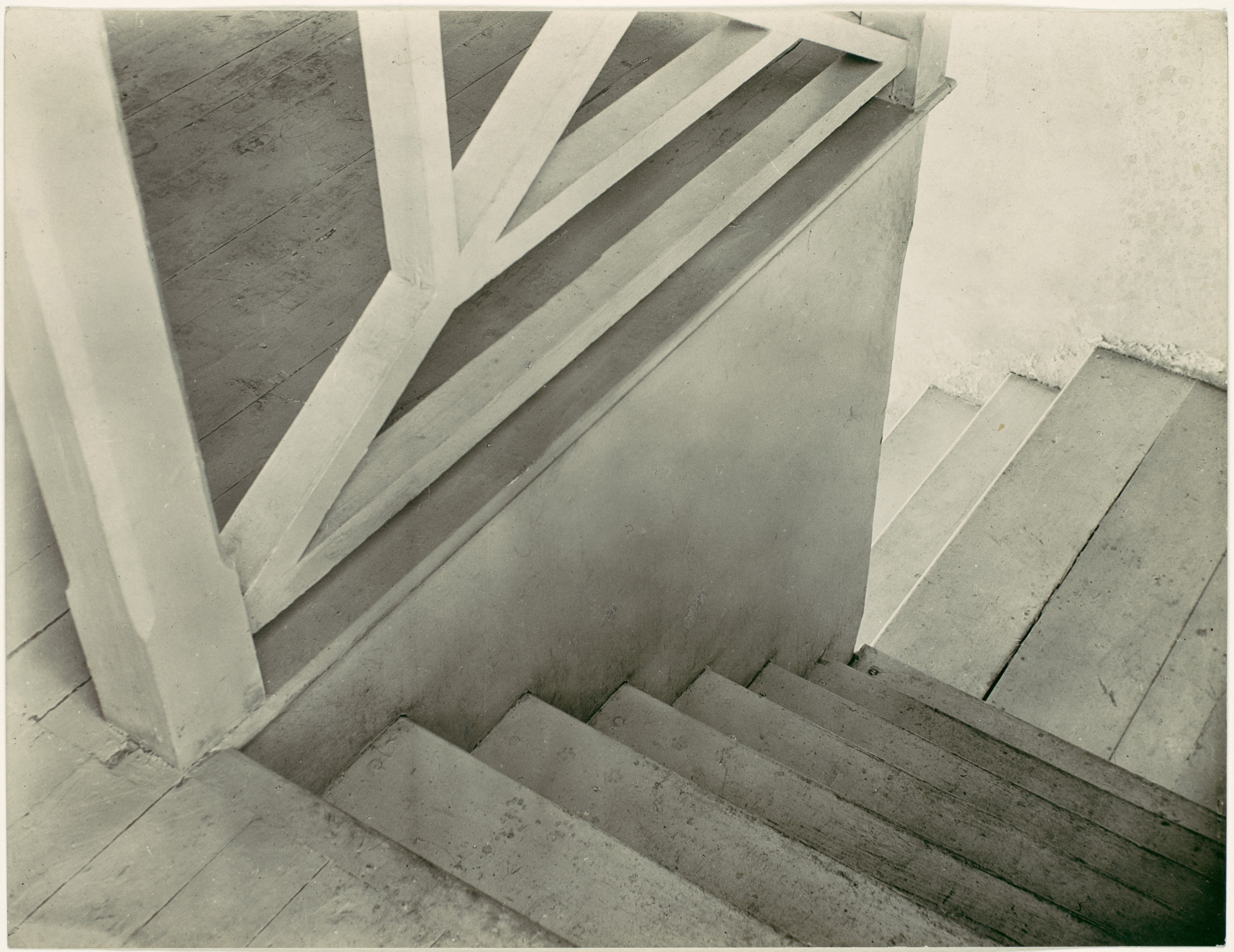
Treppen, Mexico City, 1924

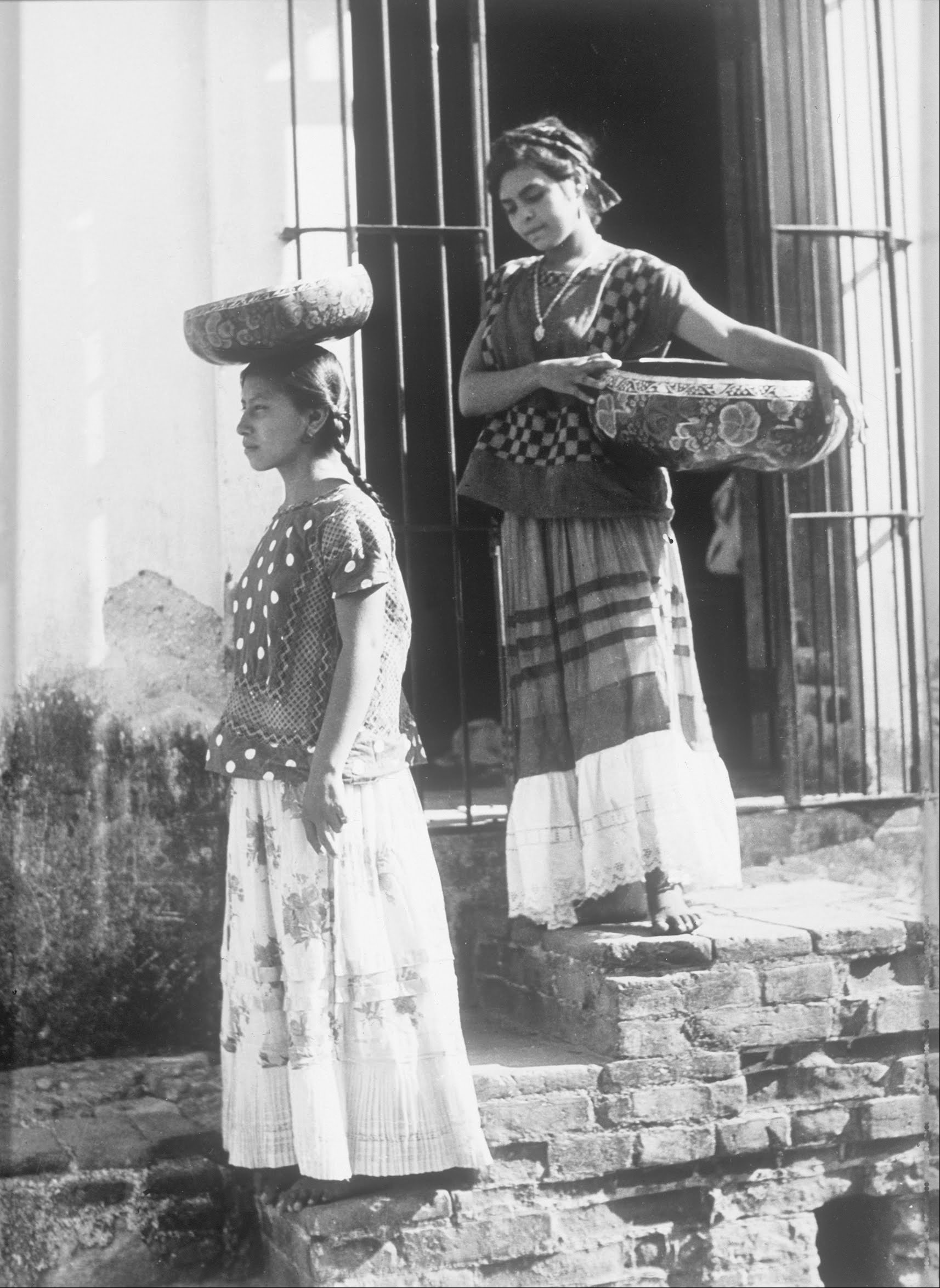
Zwei Frauen aus Tehuantepec

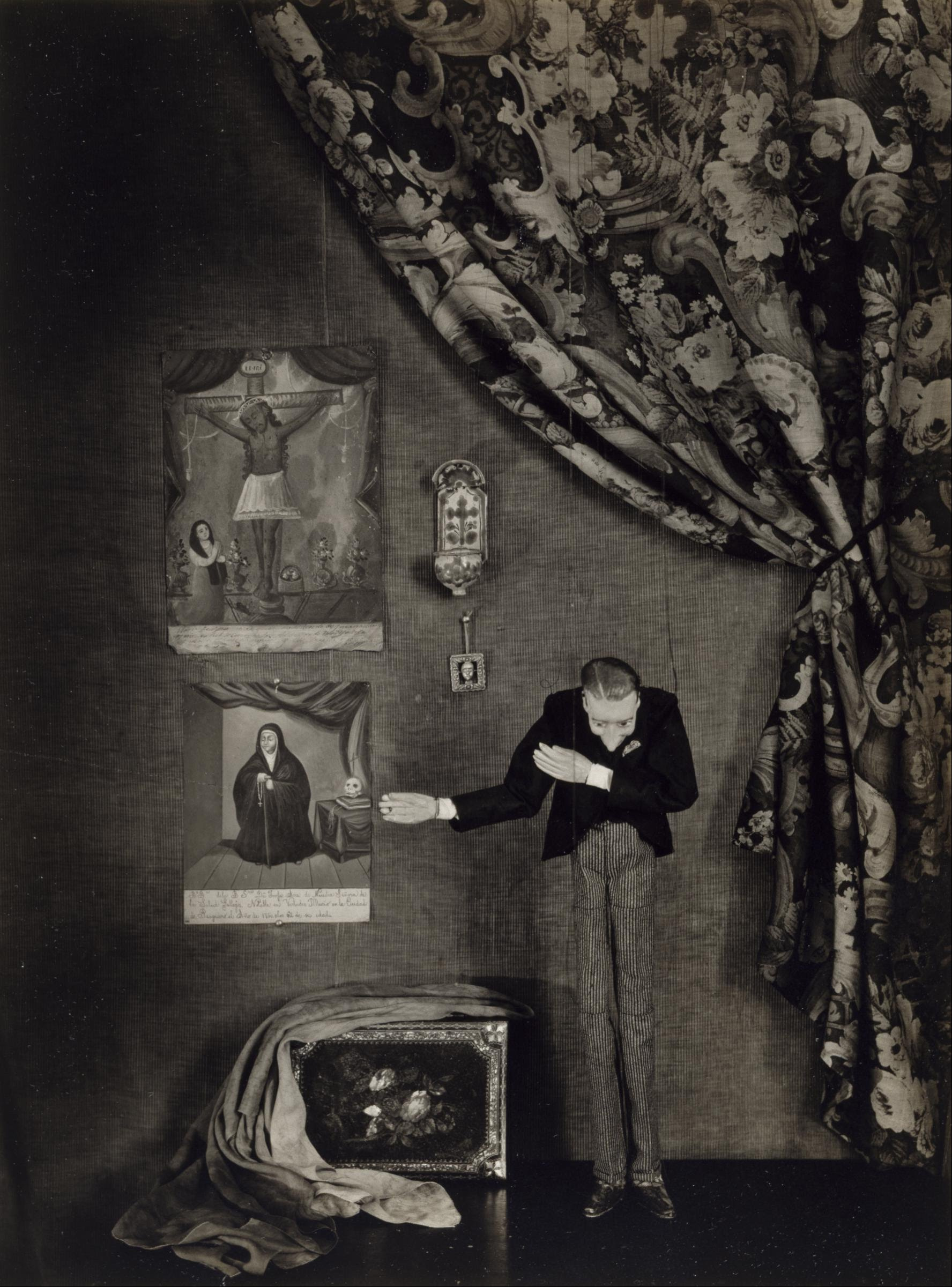
Rene d'Harnoncourt Marionette, 1929

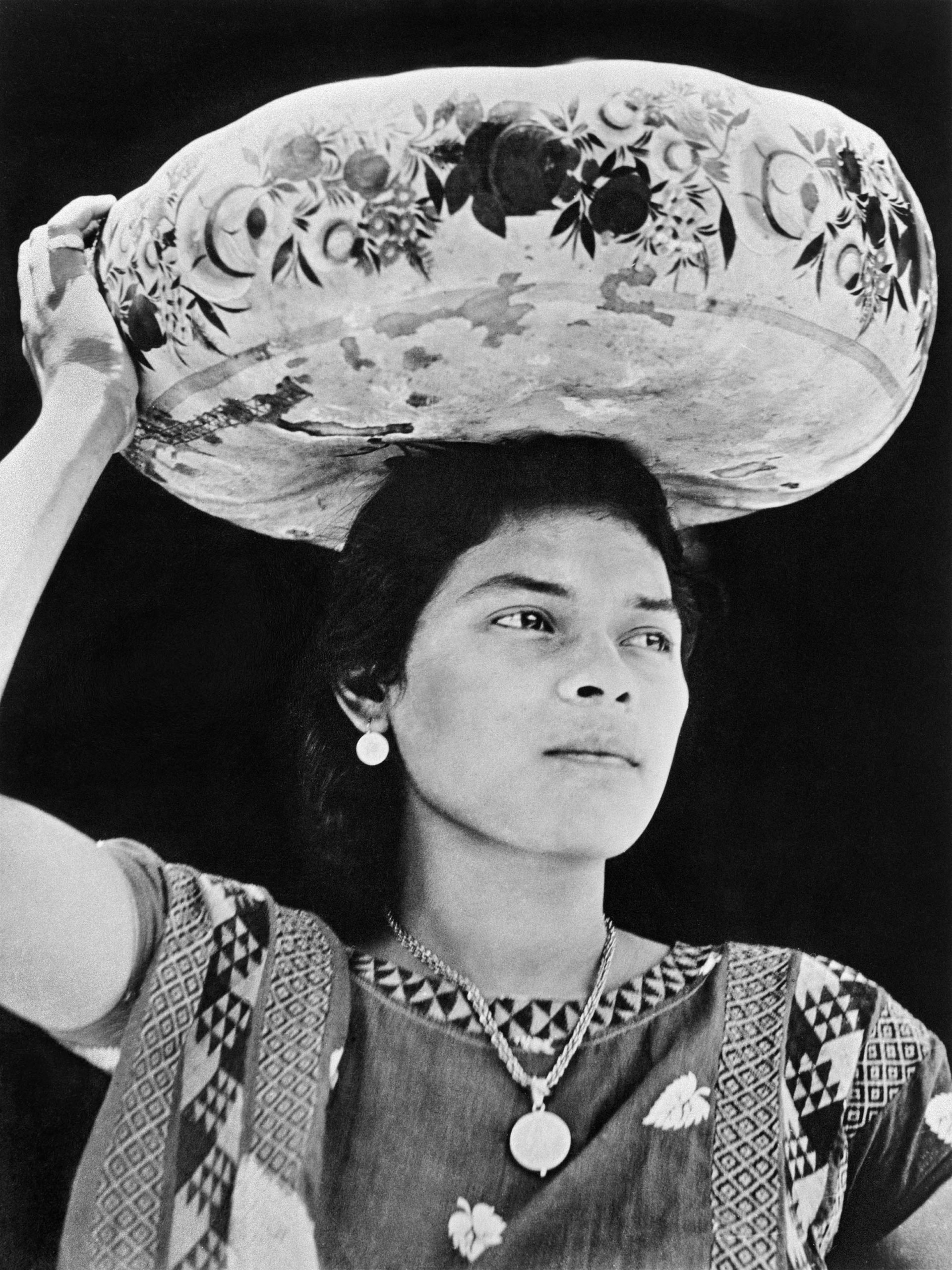
Frau aus Tehuantepec, ca. 1929

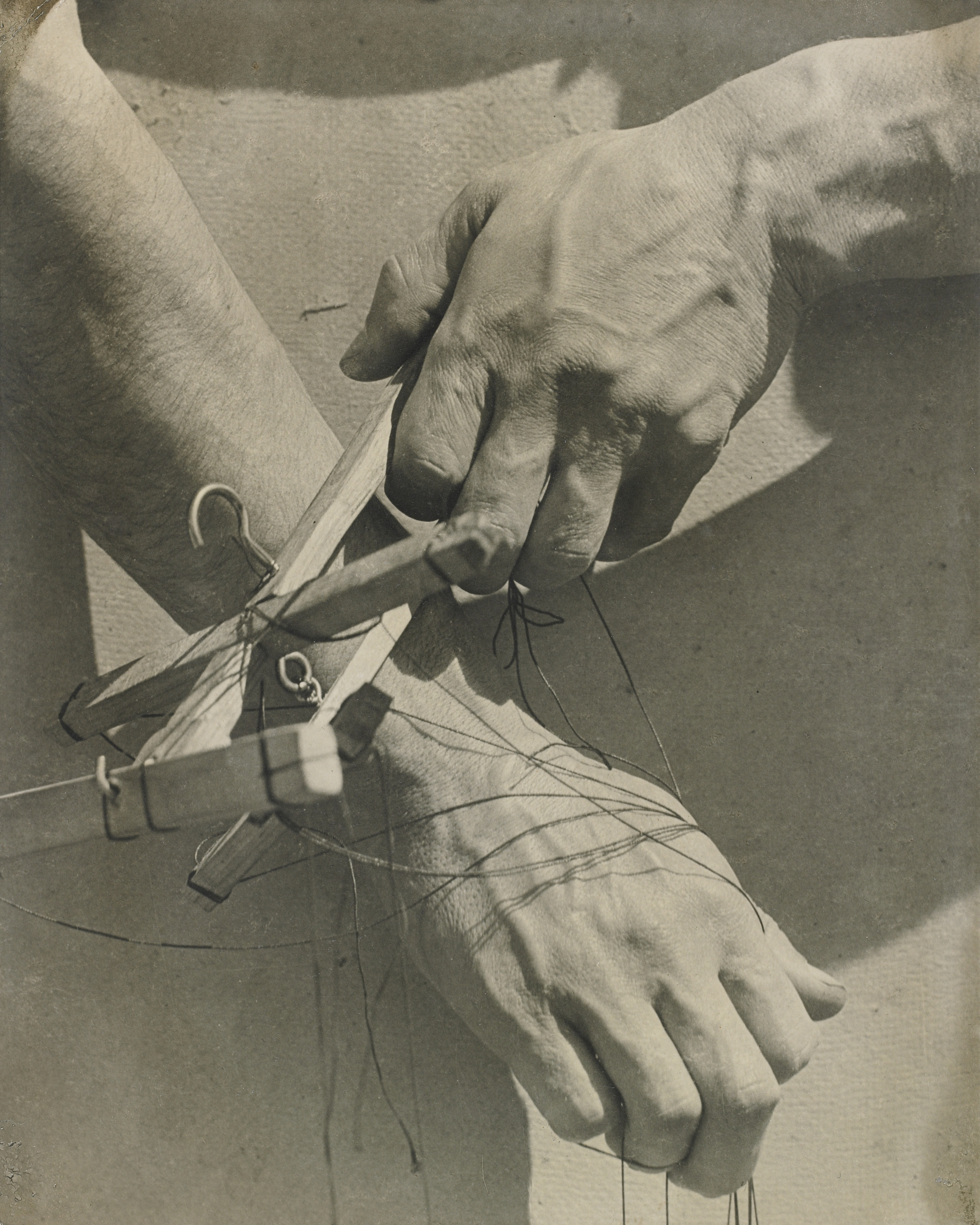
Die Hände des Puppenspielers, 1929

Ende Juli 1923 zogen Tina Modotti, Edward Weston und sein ältester Sohn Chandler nach Mexiko. Vereinbart war, dass Modotti sich um Westons Studio und Haushalt kümmern und im Gegenzug das Fotohandwerk erlernen würde. Westons Frau und seine drei übrigen Kinder blieben in den USA.
Zwei Monate nach ihrem Eintreffen in Mexiko ließ sich das Paar in Mexiko-Stadt nieder, wo sich die beiden in der postrevolutionären Bohème bewegten, unter Künstlern wie den Muralisten David Alfaro Siqueiros, Diego Rivera und José Clemente Orozco und den Fotografen Manuel und Lola Álvarez Bravo. Die „drei Großen“ Maler gründeten 1924 die revolutionäre Zeitschrift El Machete, die 1928 Organ der Partido Comunista Mexicano (PCM) wurde.
1924 stellte Modotti ihre Arbeiten in einer Ausstellung zusammen mit Weston erstmals vor. Deren Eröffnung fand in Anwesenheit des Staatspräsidenten statt. Ihre Fotografien aus dieser Zeit, von Westons Stil beeinflusst, werden heute zu Höchstpreisen gehandelt. Bei kurzen Aufenthalten in San Francisco, 1925 und 1926, besuchte sie ihre inzwischen erkrankte Mutter, lernte die Fotografin Dorothea Lange kennen und erwarb eine Graflex, die zu dieser Zeit bei Amerikas Pressefotografen beliebteste Kamera, die weitaus handlicher war als Westons Apparate. Zurück in Mexiko, bereiste sie drei Monate lang das zentrale Hochland, um zusammen mit Weston das Bildmaterial für Anita Brenners Buch über die Wurzeln zeitgenössischer mexikanischer Kunst, Idols Behind Altars, zu erstellen.
1926 trennte sich das Paar, und Weston ging zurück in die USA. Modotti hatte eine Beziehung mit dem kommunistischen Maler Xavier Guerrero, der wenig später an die Moskauer Lenin-Schule ging. Sie trat 1927 der PCM bei, arbeitete für die Sandinistenbewegung Manos fuera de Nicaragua und nahm an Demonstrationen für Sacco und Vanzetti teil, wobei sie den italienischen Revolutionär und Agenten der Komintern Vittorio Vidali kennenlernte.
Sie lebte weiterhin von Porträtfotografie, arbeitete aber auch für die Magazine Forma, die radikale New Masses in den USA, die auch einen von ihr übersetzten Artikel Guerreros über revolutionäre Kunst abdruckte, und für Horizonte. Zu ihrem Bekanntenkreis gehörten jetzt auch der Fotograf Manuel Álvarez Bravo, der Schriftsteller John Dos Passos, die Schauspielerin Dolores Del Rio und die junge Frida Kahlo (manche Quellen vermerken, es sei Modotti gewesen, die die Kahlo mit Rivera bekannt gemacht habe).
Ab September 1928 hatte sie eine intensive Liebesbeziehung zum emigrierten kubanischen Revolutionär Julio Antonio Mella. Zu dieser Zeit fand ihr politisches Engagement bereits deutlichen Ausdruck in ihren Fotos. Als Mella am 10. Januar 1929 auf offener Straße vor ihren Augen erschossen wurde, brachten Mutmaßungen in Zeitungen sie mit dem Mord in Zusammenhang. Ob sie eine Anstellung als Fotografin des Museo Nacional, die ihr wenig später angeboten wurde, aus Protest gegen den Rufmord oder aus anderen Gründen ablehnte, ist unklar. Jedenfalls ging sie für einige Monate nach Tehuantepec und dokumentierte dort das Leben einfacher Leute.
Im Juni wurde in Mexiko die kommunistische Partei verboten. Die Eröffnung der Modotti-Ausstellung in der Autonomen Universität von Mexiko-Stadt am 3. Dezember 1929 geriet zur politischen Demonstration, sowohl wegen der politischen Brisanz der Bilder (viele davon aus Tehuantepec) als auch wegen der provokanten Präsentation durch den Maler David Alfaro Siqueiros.
Das Magazin Mexican Folkways publizierte Ende 1929 Modottis Manifest Sobre la fotografia (Über die Fotografie).

### Ausweisung aus Mexiko und Aufenthalt in der Sowjetunion
Ein erfolgloser Mordanschlag auf den mexikanischen Präsidenten Pasqual Ortiz Rubio am 5. Februar 1930 wurde als Vorwand benutzt, die Fotografin zu verhaften. Ihr Schicksal war im Ausland zunächst nicht bekannt und sie galt noch Anfang März 1930 als vermisst. Zwar konnte ihr keinerlei Beteiligung nachgewiesen werden, sie wurde aber aus Mexiko ausgewiesen. Zusammen mit Vidali kam sie auf dem Dampfer Edam in Rotterdam an, ging nach Berlin, wo sie Bohumír Šmeral, den ehemaligen ersten Vorsitzenden der Kommunistischen Partei der Tschechoslowakei und den Reporter Egon Erwin Kisch kennenlernte sowie die Fotografin Lotte Jacobi, in deren Studio sie ihre Bilder aus Mexiko ausstellen konnte.
Sie arbeitete wieder als Fotografin, die Arbeiter-Illustrierte-Zeitung veröffentlichte mehrfach ihre Bilder, darunter ein Titelbild mit Modottis Porträt von Mella.
Im Oktober entschloss sie sich jedoch, nach Moskau zu gehen, wo sie wieder mit Vidali zusammentraf, den sie als „ihren Mann“ bezeichnete, als sie 1932 einen Aufnahmeantrag an das Exekutivkomitee der Kommunistischen Internationale stellte. Sie gab bald darauf die Fotografie auf, angeblich warf sie ihre Kamera in die Moskwa, arbeitete bei der Internationalen Roten Hilfe als Übersetzerin ausländischer Presseberichte und verfasste auch selbst Artikel. Zumindest über Vidali war sie ab dieser Zeit mit dem Geheimdienst verflochten. Ihre Arbeit führte sie 1935 nach Wien, Warschau, Madrid und Paris.

### Spanischer Bürgerkrieg
Unter dem Namen Maria war sie ab dem Juli 1936 wieder in Madrid, zusammen mit Vidali, der Comandante Carlos J. Contreras des Fünften Regiments war. In den drei folgenden Jahren arbeitete sie im medizinischen Hilfsdienst, zeitweise unter Norman Bethune.
1937 half sie in Valencia bei der Vorbereitung des Internationalen Kongresses Intellektuelle gegen den Faschismus, und bereitete zusammen mit Carlos/Vittorio die Veröffentlichung von Miguel Hernández’ Gedichtband Viento del Pueblo vor. Sie kam in Kontakt mit Robert Capa, Gerda Taro, Ernest Hemingway, Antonio Machado, Dolores Ibárruri, Rafael Alberti, André Malraux, die in den Internationalen Brigaden am Spanischen Bürgerkrieg teilnahmen. Zur Vorbereitung des Congreso Nacional de la Solidaridad hielt sie sich 1938 in Madrid auf. Nachdem der Bürgerkrieg verloren war, traf sie zusammen mit Vidali in Paris ein. Ihrem Ansuchen an die Partei, in Italien im Untergrund arbeiten zu dürfen, wurde nicht stattgegeben.

### Zurück in Mexiko
Mexikos neuer Staatspräsident Lázaro Cárdenas hob den Ausweisungsbefehl gegen Modotti auf, und zusammen mit Vidali kehrte sie nach Mexiko-Stadt zurück,  nachdem die USA einen Asylantrag abgelehnt hatten. Sie lebte jetzt eher schlecht von Übersetzungen, arbeitete für die Alleanza Internazionale Giuseppe Garibaldi und nahm nur noch wenig am gesellschaftlichen Leben teil. Gelegentlich traf sie die emigrierten Schriftstellerinnen Anna Seghers und Constancia de la Mora.
In der Nacht vom 5. auf den 6. Januar 1942 erlag sie in einem Taxi einem Herzanfall. In der öffentlichen Meinung, geschürt von Rivera, wurde Vidali verdächtigt, seine ehemalige Mitstreiterin in Stalins Auftrag beseitigt zu haben, aber auch über Selbstmord wurde gemunkelt. Ein Gedicht Pablo Nerudas, als Nachruf in den Zeitungen publiziert, trug dazu bei, die Wogen zu glätten. Tina Modotti wurde im Prominenten-Friedhof Panteón Civil de Dolores beigesetzt. Unter dem Flachrelief mit dem von Leopoldo Méndez geschaffenen Porträt sind die ersten Verse von Nerudas Gedicht in den Grabstein gemeißelt.

## Fotobände und Sammlungen
- Photos als Waffe der RH-Agitation, in: MOPR. Zeitschrift für Kampf und Arbeit der Internationalen Roten Hilfe, März 1932, S. 10–11.
- Der Blutstrom der 1000 Gemordeten, in: MOPR. Zeitschrift für Kampf und Arbeit der Internationalen Roten Hilfe, April 1932, S. 23–24.
- 5000000 Witwen, 10000000 Waisen. Frauen! Wollt Ihr das wieder? Deutsche Nationalbibliothek, Leipzig / Frankfurt am Main 2018, urn:nbn:de:101:1-2018121620323011560741 (Erstausgabe:  1932).
- Sammlung im Archiv des George Eastman House (englisch)
- Sammlung im Museum of Modern Art (englisch)
- Tina Modotti. Sammlung des San Francisco Museums of Modern Art. Abgerufen am 19. Dezember 2021 (englisch).
- Tina Modotti auf kunstaspekte
- Reinhard Schultz, Christiane Barckhausen: Tina Modotti. Das objektive Leben. Bildband. Wiljo Heinen, Böklund 2022, ISBN 978-3-95514-914-7.

Porträtfotografien

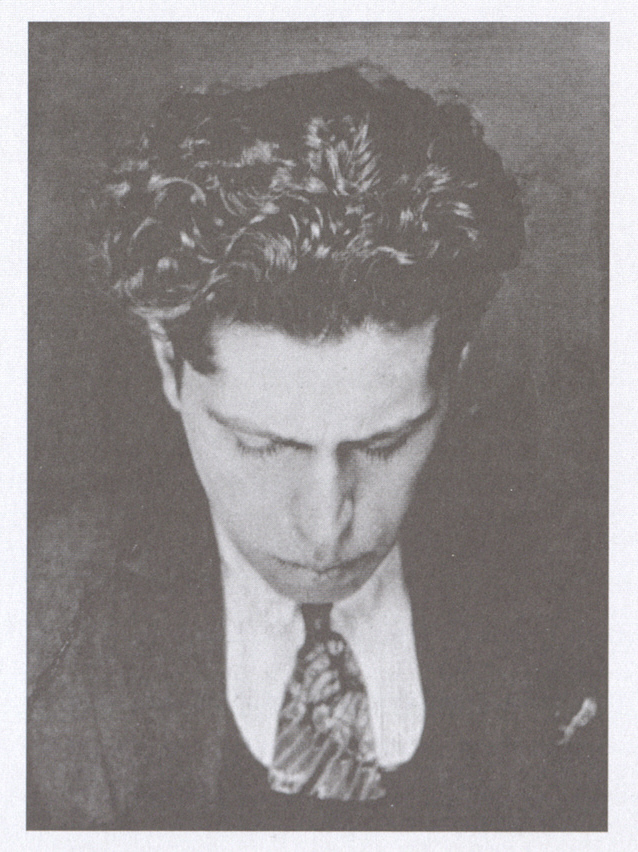
Germán List Arzubide, 1925
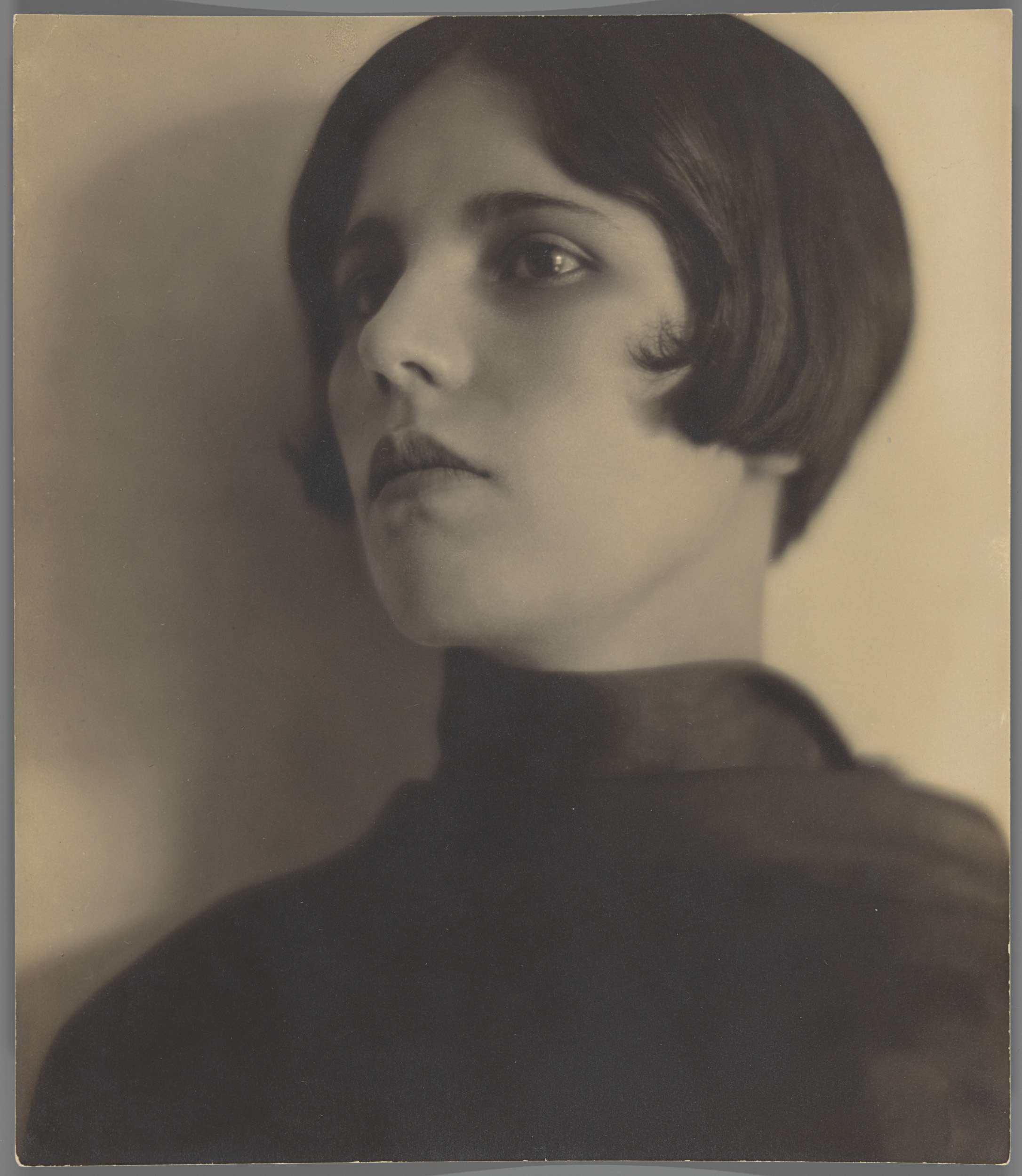
María Marín de Orozco, 1925
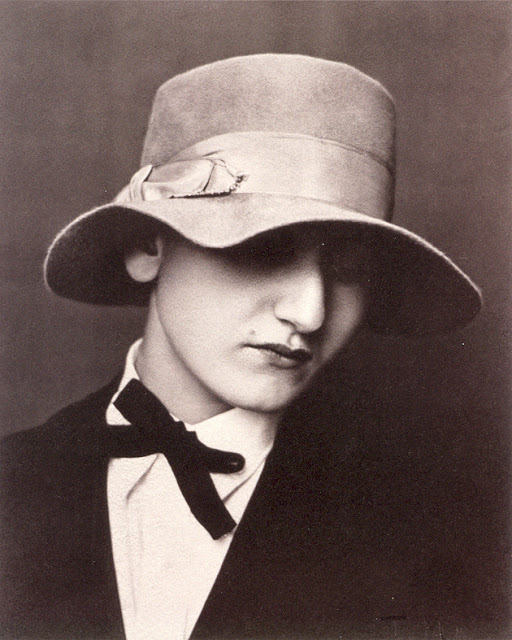
Anita Brenner, 1926
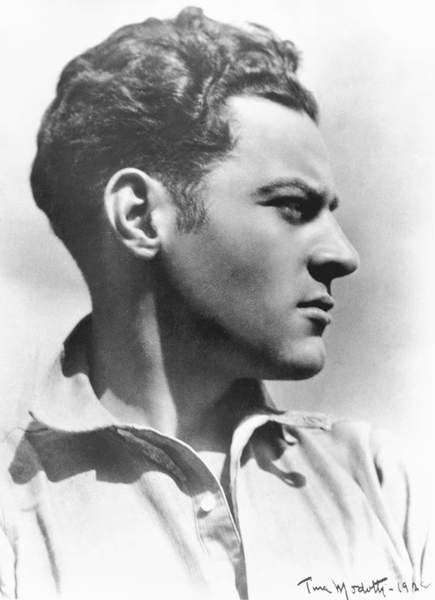
Julio Antonio Mella, 1928
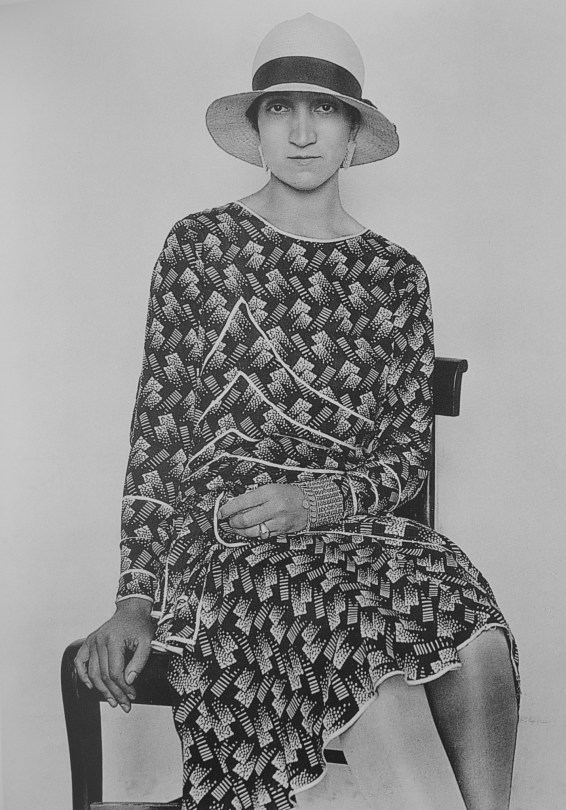
Antonieta Rivas Mercado, 1929
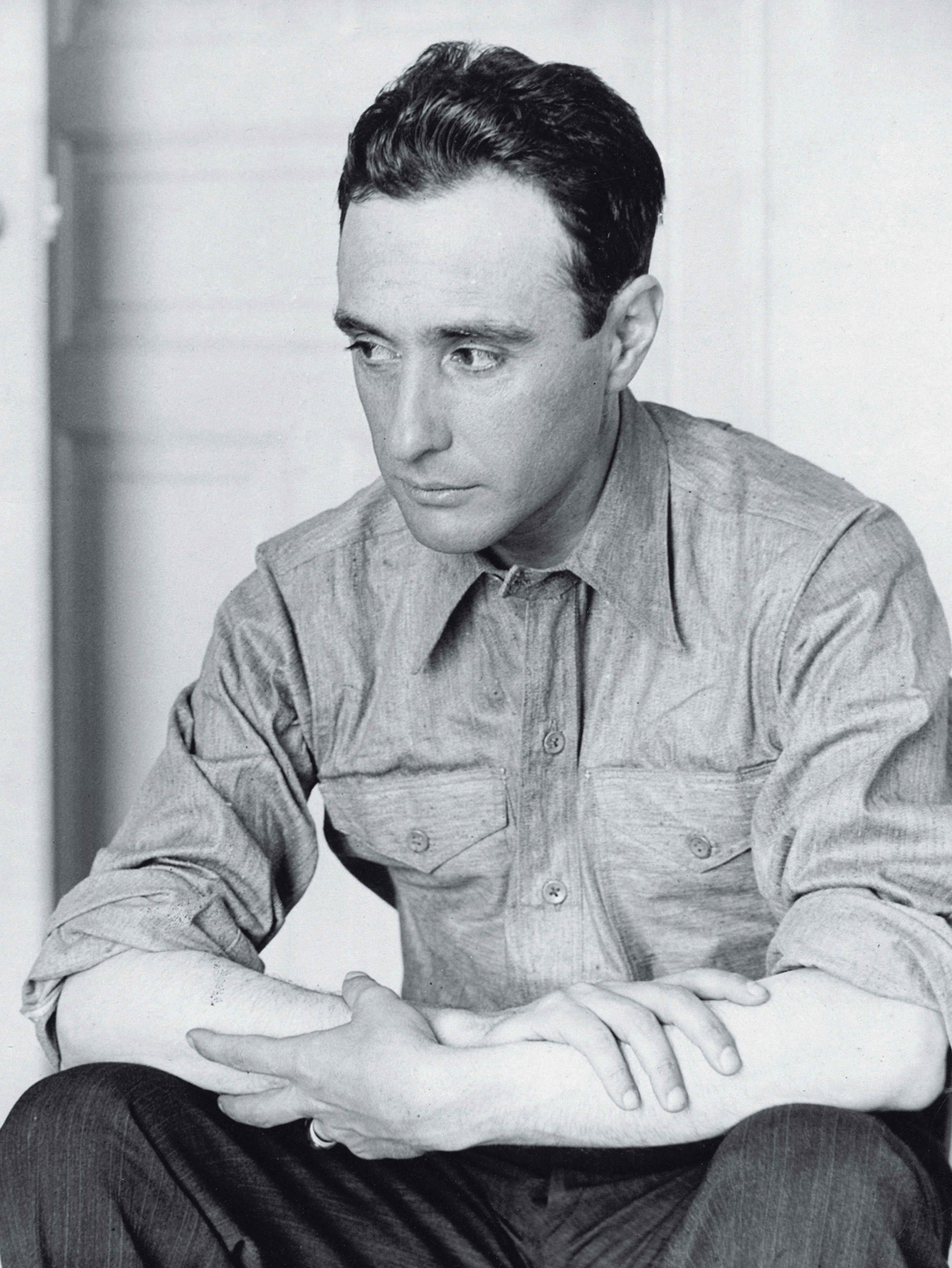
Manuel Rodriguez Lozano, 1928

## Ausstellungen (Auswahl)
Einzelausstellungen
- 1977: Tina Modotti. Museum of Modern Art, New York, abgerufen am 19. Dezember 2021.
- 1989: Tina Modotti. Neue Gesellschaft für bildende Kunst, Berlin, abgerufen am 19. Dezember 2021.[15]
- 1989: Tina Modotti. Fotografin und Revolutionärin. Photoforum Pasquart, Biel/Bienne, Schweiz.[16]
- 1998: Tina Modotti – Manuel Alvarez Bravo. Deichtorhallen, Hamburg.[17]
- 2004: Tina Modotti – Edward Weston: Mexico. Museum für Photographie, Braunschweig.[18]
- 2006: Fotografien von Tina Modotti in der Galerie Arte, Zürich.[16]
- 2010: Tina Modotti. Fotografin und Revolutionärin. Kunst Haus Wien, Museum Hundertwasser, Wien, Österreich.[19]
- 2014: Tina Modotti. Emigrantin, Fotografin, Revolutionärin im Historisches und Völkerkundemuseum, St. Gallen, Schweiz.[20]
- 2015/2016: Retrospektive, Udine[21]
- 2022: Tina Modotti. Revolution und Leidenschaft. f3 – freiraum für fotografie, Berlin[22]

Thematische und Gruppenausstellungen
- 1996: Kunst und Macht im Europa der Diktatoren. 1930 bis 1945. Deutsches Historisches Museum, Berlin.[23]
- 2006–2007: Mexico as muse. Tina Modotti and Edward Weston. San Francisco Museum of Modern Art, abgerufen am 19. Dezember 2021 (englisch).[24]
- 2011: Pictures by Women: A History of Modern Photography. Museum of Modern Art, New York, USA, abgerufen am 19. Dezember 2021.
- 2012: Photography in Mexico Selected Works from the Collections of SFMOMA and Daniel Greenberg and Susan Steinhauser. San Francisco Museum of Modern Art, abgerufen am 19. Dezember 2021 (englisch).
- 2014/2015: Modern photographs from the Thomas Walther Collection 1909-1949. Museum of Modern Art, New York, USA, abgerufen am 19. Dezember 2021 (amerikanisches Englisch).
- 2015: Photography in Mexico: Selected Works from the Collections of SFMOMA. San Francisco Museum of Modern Art.[25]

### Standbild und Plakate zu The Tiger's Coat

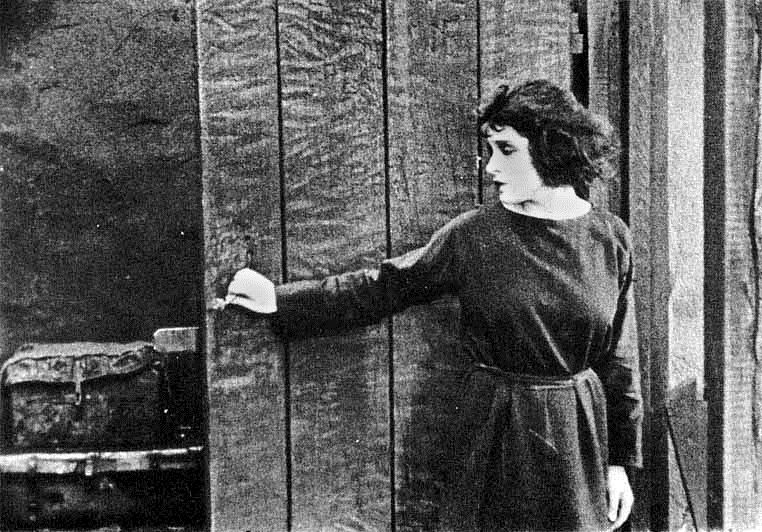
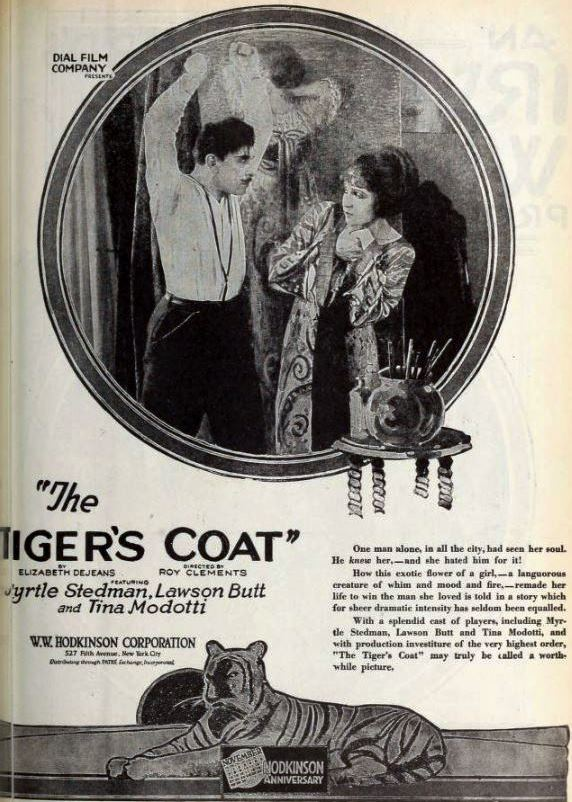
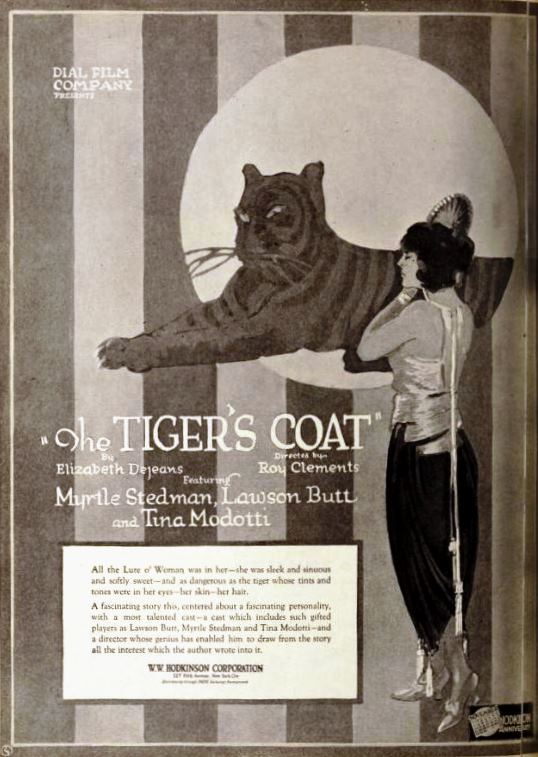

## Filmografie

### Tina Modotti als Schauspielerin
- 1920: The Tiger’s Coat[26]
- 1921: Riding With Death[27]
- 1922: I Can Explain[28]

### Filme über Tina Modotti (Auswahl)
- 1981/1982: Tina Modotti bei filmportal.de. Dokumentarfilm. Regie: Marie Bardischewski und Ursula Jeshel.
- 1983: Frida Kahlo & Tina Modotti auf YouTube, abgerufen am 19. Dezember 2021 (englisch).. Dokumentarfilm, zeitgleich zur gleichnamigen Ausstellung in Whitechapel, London. Regie: Laura Mulvey und Peter Wollen.
- 1997: Tina Modotti. Una vita tra fotografia e rivoluzione. Rai, Italien, abgerufen am 19. Dezember 2021 (italienisch). Buch und Regie: Fiorenza Sartori.
- Tina Modotti. Dokumentation von TG1 Storia, Rai. Abgerufen am 19. Dezember 2021 (italienisch). Regie: Bridgett Patel.
- Tina Modotti - Una vita in scena auf YouTube, abgerufen am 19. Dezember 2021 (italienisch). Regie:
- La Storia in Giallo: Tina Modotti auf YouTube, abgerufen am 19. Dezember 2021 (italienisch). Regie: Francesco Pannofino, Produktion: Antonella Ferrera.
- Radical Eye: The Life and Times of Tina Modotti. Internet Movie Database, abgerufen am 19. Dezember 2021. Biografie-Verfilmung als sechsteilige TV-Miniserie. Buch: Paula Alvarez Vaccaro und Aaron Brookner, Regie: Edoardo de Angelis, Hauptdarstellerin: Monica Bellucci als Tina Modotti.[29]
- Tina. Abgerufen am 19. Dezember 2021. TV-Serie in Produktion von Gabriel Beristain.

## Literarische Darstellungen
Tina Modotti ist eine Figur in Robert Cohens Roman Exil der frechen Frauen. Rotbuch Verlag, Berlin 2009. ISBN 978-3-293-20874-2.